# Симферопольское высшее военно-политическое строительное училище

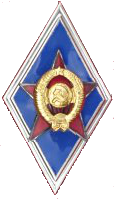
Нагрудный знак,
ВС СССР,
за окончание военно-учебного заведения — высших военных училищ и военных институтов.

Симферопольское высшее военно-политическое строительное училище (СВВПСУ) — военно-учебное формирование, высшее военное учебное заведение ВС Союза ССР, дислоцированное в городе Симферополь. Было сформировано в 1967 году, расформировано в 1996 году.

## История
Училище сформировано в 1967 году. 7 ноября 1967 года вышел первый номер газеты нового училища «Боец партии». 27 февраля 1968 года училищу было вручено Боевое Знамя. Первый выпуск офицеров-политработников состоялся в 1971 году.
В учебном заведении готовили офицеров-политработников для военно-строительных частей, а также дорожных и железнодорожных войск СССР. Срок обучения 4 года. По окончании училища присваивалось воинское звание лейтенанта, квалификация офицера с высшим военно-политическим образованием и вручался диплом общесоюзного образца. Согласно гражданской специализации присваивалась квалификация по специальности «Учитель истории СССР и обществоведения». В военно-политические училища принимались военнослужащие срочной и сверхсрочной службы, а также находящиеся в запасе, выпускники суворовских и нахимовских училищ, прапорщики и мичманы, гражданская молодёжь, имеющие общее среднее образование, из числа членов и кандидатов в члены КПСС и комсомольцев, проявивших желание и годных по состоянию здоровья для службы в Вооружённых Силах СССР (ВС СССР). Место дислокации: УССР, Крымская область, город Симферополь, ул. Севастопольская, 23.
К 1984 году преподавание военных, социально-политических, общеобразовательных, специальных строительных дисциплин в училище вели 25 кандидатов наук и 18 доцентов. Постоянно совершенствовалась и расширялась учебно-материальная база училища. Если с образованием вуза его территория с двумя учебными и лабораторным корпусами занимала 1,2 га, то уже к 1980 году она составляла 12 га. На них располагались: управление училища, четыре учебных корпуса, две казармы для проживания курсантов, общежитие для курсантов выпускного курса, офицерское кафе, здание курсантской столовой, спортивный зал, стадион, клуб, здание типографии и библиотеки, городок боевой и учебной техники, учебный центр в селе Перевальное Симферопольского района. К 110-й годовщине со дня рождения В. И. Ленина в училище были созданы Ленинский мемориальный зал и музей Боевой славы. Особой гордостью была библиотека с большим книжным фондом — более 220 тыс. единиц изданий различной литературы.
Всего же более 300 выпускников СВВПСУ за боевые заслуги и ратный труд в войсках награждены орденами и медалями СССР. В истории училища останется подвиг курсантов 1-го курса комсомольцев В. Егорова и В. Сагирова. За мужество и отвагу, проявленные при тушении лесного пожара в районе Ялты, Указом Президиума Верховного Совета СССР от 26 января 1972 года они были посмертно награждены орденами Красной Звезды.
В 1996 году осуществлен последний выпуск офицеров. За это время из его стен было выпущено более 15 тысяч специалистов. В этом же году училище было окончательно расформировано и закрыто. В настоящее время территория бывшего училища поделена между целым рядом государственных и негосударственных учреждений и не представляет единого архитектурного ансамбля.

## Состав
- Управление
  - Кафедры:
  - Марксистско-ленинской философии

- Партийно-политической работы
- Истории КПСС
- Научного коммунизма
- Политической экономии и военной экономики
- Военной педагогики и психологии
- Иностранных языков
- Физической подготовки и спорта
- Тактики и общевоинских дисциплин
- Воинских зданий и сооружений
- Строительных машин и механизмов
- Строительных материалов и деталей
- Организации и экономики строительства
- Инженерных конструкций
- Железнодорожных войск
- Общеобразовательных и общетехнических дисциплин

- Батальон обеспечения учебного процесса

## Начальники училища
- генерал-майор Аверин, Александр Семёнович (1967 — 1974)
- генерал-майор Карпенко, Пётр Иванович (1974 — 1980)
- генерал-майор Гудимов, Юрий Яковлевич (1980 — 1986)
- генерал-майор Павличенко, Виталий Куприянович (1986 — 1993)
- Фролов, Валерий Семёнович (1993 — 1995)

## Известные преподаватели
- Берестовская, Диана Сергеевна
- Шулев Валентин Федорович